# Оковани Прометеј
Оковани Прометеј (стгрч. Προμηθεὺς Δεσμώτης, Promētheús Desmṓtēs: Προμηθευς Δεσμωτης) је старогрчка трагедија која се традиционално приписује Есхилу и за коју се сматра да је састављена негде између 479. п. н. е. 12. п. н. е. [24. године пре нове ере]. Трагедија је заснована на миту о Прометеју, Титану који пркоси Зевсу, штити и даје ватру човечанству, због чега је подвргнут Зевсовом гневу и кажњен.
Ц. Ј. Херингтон тврди да Есхил свакако није мислио да Оковани Прометеј буде „самостално драмско јединство“, и сугерише да би се „већина савремених студената предмета вероватно сложила“ да је ово дело праћено делом Неоковани Прометеј. Херингтон додаје да "неки врло мали докази" указују да је Неоковани Прометеј  "можда праћен трећом представом", Прометеј Пирфор (Прометеј носилац ватре); последња два су преживела само у фрагментима. Неки научници су предложили да сви ови фрагменти потичу из Неокованог Прометеја и да су постојале само две прометејске драме уместо три. Пошто су последње две драме трилогије изгубљене, није позната ауторова намера за дело у целини.
Приписивање Есхилу никада није довођено у питање од антике па све до релативно недавног времена. До 1970-их, и Р. П. Винингтон-Инграм и Денис Пејџ су постали скептични у погледу његове аутентичности, али је већина научника и даље потврдила традиционално приписивање ауторства. Независно 1977. и Оливер Таплин и Марк Грифит изнели су снажне случајеве, на лингвистичким, техничким и сценским основама, да доводе у питање његову аутентичност, став који подржава М. Л. Вест. До данас није постигнут консензус по овом питању, иако је недавна компјутеризована стилометријска анализа бацила терет доказивања на оне који подржавају традиционалну тврдњу.

## Синопсис
Пре почетка представе, Кронос, владар предолимпијских богова (Титана), збачен је од стране побуне коју је предводио Зевс. У тој побуни, Прометеј је стао на страну Зевса. Као нови краљ, Зевс је намеравао да уништи и замени човечанство. Прометеј је осујетио овај план, показујући људима употребу ватре, коју је Прометеј украо. Прометеј је такође научио човечанство уметности. За ова дела пркоса, Зевс намерава да казни Прометеја тако што ће га везати ланцима за стену у планинама Скитије.
Комад почиње са четири лика на сцени, што је јединствено обележје преживелог корпуса грчке трагедије. Кратос и Биа, персонификације грубе моћи и бешћутног насиља, ангажовани су у везивању ћутљивог Прометеја на планину у Скитији, а у задатку им помаже невољни ковач, Хефест. Зевс, лик ван сцене у овој представи, приказан је као тирански вођа.
У овој сцени говори само један од два Зевсова агента, Кратос, који своја наређења објављује оштро и дрско. Кратос наводи да је казна изречена Прометеју због чињенице да је украо ватру и открио тајну како се она производи човечанству, додајући да ће предузета казнена мера приморати Прометеја да призна суверенитет Зевса. За Прометеја, његова казна се дешава зато што се усудио да спасе човечанство од уништења од стране Зевса. Изречена казна је посебно мучна јер је он сам био кључан у обезбеђивању Зевсове победе у Титаномахији.
Хефест обавља свој задатак, везујући Прометеја у планину, након чега сва тројица излазе, остављајући Прометеја самог на сцени. Прометеј сада говори и позива се на силе природе које су свуда око њега. Он позива ветар, планинске изворе воде, Земљу и Сунце — да сведочи како он неправедно пати. Помало елиптично, он интуитира шта би будућност могла представљати у позитивном смислу, а његов бес се смањује.
Прометеј постаје свестан да се нешто приближава. Чује лупање крила, и удише мирис океана. Улази хор, састављен од кћери Океануса. Из својих дубоких морских пећина чули су звук ударања и били су привучени радозналошћу и страхом. Стигли су без заустављања да обују сандале. Пре него што се приближе, лебде у ваздуху тик изнад Прометеја, који им наговештава да чува тајну због које ће на крају имати моћ над Зевсом. Рефрен мисли да он говори из беса, а можда и није пророчански. Одговарајући на њихова питања, Прометеј прича причу о свом увреду против Зевса признајући да је то намерно. Жали се да је казна престрога. Коначно, Прометеј позива хор да престане да лебди и да се спусти на земљу, да више слуша шта има да каже. Они се слажу и организују се доле да би слушали.
Прометејеву причу прекида улазак Океана — оца хора нимфи. Океан стиже кочијом коју вуче крилата звер — грифон. Океан је старији бог, титан син Земље, који је склопио мир са Зевсом. Чуо је за Прометејеве невоље и дошао је да понуди саосећање и савет. Прометеј је поносан и повређен је овом понудом. Прометеј одговара хладно и пита се зашто би Океан напустио своје пећине и потоке да би видео тако јадан призор везан за стену. Прометеј сугерише да Океан не би требало да интервенише, из бриге за сопствену безбедност. Океана то нервира, али жели да помогне и нуди да оде тек када му Прометеј каже да ће, ако покуша да интервенише, то само повећати казну коју Прометеј трпи. Океан напомиње да је његова крилата звер жељна да се врати кући у своју шталу и излази.
Прометеј је поново сам са хором Океанових ћерки, које нису говориле док им је отац био у посети. Прометеј говори хору океанских нимфи. Он тражи помиловање за своје ћутање, јер је размишљао о незахвалности богова. Он описује позитивне ствари које је учинио за људе. У такозваном Каталогу уметности (447—506) он открива да је људе подучавао свим цивилизацијским уметностима, као што су писање, медицина, математика, астрономија, металургија, архитектура и пољопривреда. Он сугерише да ће једног дана бити ослобођен ланаца, али ће то бити због интервенције Нужде, што је нешто што је режирала Судбина, а не Зевс. На питање како ће се то догодити, он то држи у тајности. Хор пева оду која је молитва да никада неће прећи Зевса.
Стиже Ио, ћерка Инаховог краља Арга. Ио је постао предмет Зевсових наклоности и жеља, што је наљутило Зевсову жену, Херу. Иов отац је саветовао да протера своју ћерку из своје куће, што је и учинио. Ио тада лута Земљом. Хера је Ио претворила у јуницу, а сточар Аргус ју је протерао од земље до земље. Након што је Хермес убио Аргуса, Иоу је задата нова мука — пошаст мува. Сада је стигла на пусто место где је Прометеј окован. Прометеју је позната њена прича и она га препознаје као великог пријатеља људи. Хор не зна за Иову прошлост и убеђује Прометеја да дозволи Иоу да им каже. Хор је шокиран и тужан и тражи од Прометеја да исприча о Иовим будућим лутањима. Оклева јер зна да ће бити болно.
Кратак дијалог открива да су и Прометеј и Ио жртве Зевса и да ће у будућности Прометеја на крају ослободити Јоови потомци. Прометеј тражи од Ио да изабере: Да ли жели да чује остатак своје будућности или име свог потомка који ће га спасити? Рефрен прекида — желе обоје: један одговор за Ио и један за себе. Прометеј предвиђа да ће се Иова лутања завршити на ушћу Нила. Тамо ће је Зевс обновити. Родиће сина Епафа, који ће родити педесет кћери, које ће све убити своје мужеве, осим једне, која ће носити лозу краљева, и још једне која ће избавити Прометеја од његових мука. Прометејев будући спасилац није именован, али се зна да је Херакле. Ио одлази.
Прометеј изјављује да без обзира колико Зевс био велики, његова владавина ће на крају доћи до краја. Зевс може учинити најгоре, али то неће бити заувек. Рефрен изражава опрез, на који он одговара са још већим пркосом. Прометејеве речи су допрле до Зевса, чији гласник Хермес, изгледа, позива Прометеја да открије своју тајну о браку који прети Зевсу. Хермес открива Зевсове сопствене претње — земљотрес, пад планине која ће сахранити Прометеја, орла који ће напасти Прометејеве виталне органе. Прометеј поново изјављује да зна све што долази и да ће то издржати. Прометеј упозорава хор да стоји по страни. Они немају. Долази крај: земљотрес, олуја прашине, назубљене муње, вихор. Док Зевс пушта Прометеја у Тартар доле у утробу земље, Прометеј има последњу линију драме: „О света мајко моја, о ти небеско свод који окреће заједничку светлост свих, видиш неправде које трпим!“ Прометеј нестаје заједно са рефреном.